# Liste der Michigan State Historic Sites im Antrim County

Lage des Antrim Countys in Michigan

Diese Liste der Michigan State Historic Sites im Antrim County nennt alle als Michigan State Historic Site eingestuften historischen Stätten im Antrim County im US-Bundesstaat Michigan. Die mit † markierten Stätten sind gleichzeitig im National Register of Historic Places eingetragen.
| Name                                          | Bild | Lage                                                       | Ort                | Eintrag seit  |
| --------------------------------------------- | ---- | ---------------------------------------------------------- | ------------------ | ------------- |
| Antrim County Courthouse†                     |      | zwischen Cayuga, Court, Broad und Grove Street             | Bellaire           | 5. Apr. 1974  |
| Brown’s School                                |      | Marsh Road an der Kreuzung mit der M-32                    | Jordan Township    | 3. Aug. 1979  |
| Central Lake High School                      |      | südwestliche Ecke der Kreuzung von State und Howard Street | Central Lake       | 12. Aug. 1983 |
| Elk Rapids Iron Company Informational Site    |      | Ames Street (im Hofe des Elks Rapids Inn)                  | Elk Rapids         | 28. Feb. 1969 |
| Elk Rapids Township Hall†                     |      | River Street                                               | Elk Rapids         | 15. Nov. 1973 |
| Essex Town Site Commemorative Designation     |      | Southwest corner of South Dennis and Essex Roads           | Ellsworth          | 14. Sep. 1995 |
| Hughes House†                                 |      | 109 Elm Street                                             | Elk Rapids         | 21. Okt. 1975 |
| Edwin Noble House                             |      | Isle of Pines Drive                                        | Elk Rapids         | 24. Apr. 1979 |
| Pere Marquette Railroad Depot (Alden Station) |      | Coy Street                                                 | Alden              | 23. Juli 1987 |
| Village of Wetzell Informational Designation  |      | US 131 North                                               | Mancelona Township | 19. Jan. 1989 |

## Belege
1. ↑  National Register Information System. In: National Register of Historic Places. National Park Service, abgerufen am 13. März 2009 (englisch).